# Rhogeessa io
Rhogeessa io (também conhecido como morceguinho-amarelo) é uma espécie de morcego da família Vespertilionidae. Ocorre da Nicarágua ao sul até o norte da Colômbia e oeste do Equador, Venezuela, Trinidad e Tobago, Guiana, norte e centro do Brasil, e norte da Bolívia.

## Taxonomia
A espécie foi designada por Oldfield Thomas em 1903. Os sinônimos para as espécies incluem Rhogeessa bombyx (Thomas, 1913), Rhogeessa riparia (Goodwin, 1958) e Rhogeessa velilla (Thomas, 1903). Anteriormente, era uma subespécie do Rhogeessa tumida, mas foi considerado distinto em 1996.
A espécie precisa de revisão taxonômica por uma série de razões. Uma dessas razões inclui a possibilidade de que subespécies do Rhogeessa io possam ser espécies próprias.

## Alcance
É nativa da Bolívia, Brasil, Colômbia, Costa Rica, Ecuador, Guiana Francesa, Guiana, Nicarágua, Panamá, Suriname, Trinidad e Tobago e Venezuela.

## Comportamento e ecologia
A espécie é encontrada em muitos habitats, como florestas perenes e decíduas, arbustos espinhosos, áreas abertas e aldeias, embora pareça favorecer florestas decíduas ligeiramente perturbadas. Como outras espécies de seu gênero, pode se refugiar em edifícios e árvores ocas, embora seus poleiros sejam desconhecidos.
A espécie é crepuscular, com picos de atividade dentro de uma hora do anoitecer e do amanhecer, voando baixo para o solo ao longo de trilhas ou estradas largas. É um insetívoro, alimentando-se de pequenos insetos voadores e com rotas de caça estabelecidas entre os indivíduos.

## Conservação
Em 2016, a União Internacional para a Conservação da Natureza (IUCN) considerou o estado de conservação da espécie como "menos preocupante". A IUCN aferiu tal classificação devido à sua ampla distribuição, grande população presumida, ocorrência em várias áreas protegidas, tendo algum grau de tolerância à modificação do habitat e por ser improvável que esteja passando por um declínio populacional.